# Lucidar
Lucidar (srednjovj. lat. Elucidarium, od elucidare: rasvijetliti, objasniti) je zbirka srednjovjekovnih znanja i vjerovanja o materijalnom i duhovnom svijetu, opisanih na temelju antičkoga iskustva i iz kršćanske perspektive. Sadržaj je izložen u obliku pitanja i odgovora. Pitanja postavlja učenik a odgovara učitelj. Nema rasprave ili razmjene ideja. Odgovori učitelja najčešće imaju oblik izvještavanja i definiranja. Slika svijeta je poetska, simbolička i metaforička.
Prvotnu “teološku” verziju Lucidara sastavio je na latinskom jeziku Honorije Augustodunensis (1080. – 1154.) početkom XII. stoljeća. Koncem istoga stoljeća nastala je njemačka kompilacija Honorijeva djela s djelima iz zemljopisa, astrognozije, meteorologije, fiziologije itd. Obje su se inačice prevodile i širile srednjovjekovnom Europom. 

## Hrvatski prijevodi
Najstariji prijevodi na starohrvatski (čakavski) jezik potječu iz 15. stoljeća. Na temelju talijanskih prijevoda Honorijeva latinskoga djela nastala su dva hrvatska prijevoda, stariji zapisan u prvoj polovini 15. stoljeća glagoljicom u Sienskom zborniku, koji se čuva u Biblioteci Communale i mlađi, nastao neovisno o spomenutom glagoljskom, poznat prema latiničnom prijepisu Šibenčanina Gverina Tihića iz prve polovine 16. stoljeća. Ostali do danas poznati hrvatski prijevodi nastali su na temelju čeških prijevoda njemačke kompilacije ili su mlađi prijepisi i adaptacije najstarijih hrvatskih prijevoda sa staročeškoga. 
Te su glagoljičke inačice su zapisane u Petrisovu zborniku, u dva Berčićeva fragmenta i u Žgombićevu zborniku. 

## Primjer teksta
[36.] Mlaji (učenik) reče: Na koliko jest delov sa svit razdeļen?
Mojstar (učitelj) reče: Na troje jest razdeļen: prvi děl jest Asija, drugi jest Erupa, treti jest Afrika.
[37.] Mlaji reče: Povi mi ob toj zemļi ka se zove Asija.
Mojstar reče: Asija počińe se na vstok slnca i tako drži do poludanja, dari do mora. I
v toj strane jest raj. I v raji jest jedan istočnik is koga teku četire rike te.